# Loto (árbol)

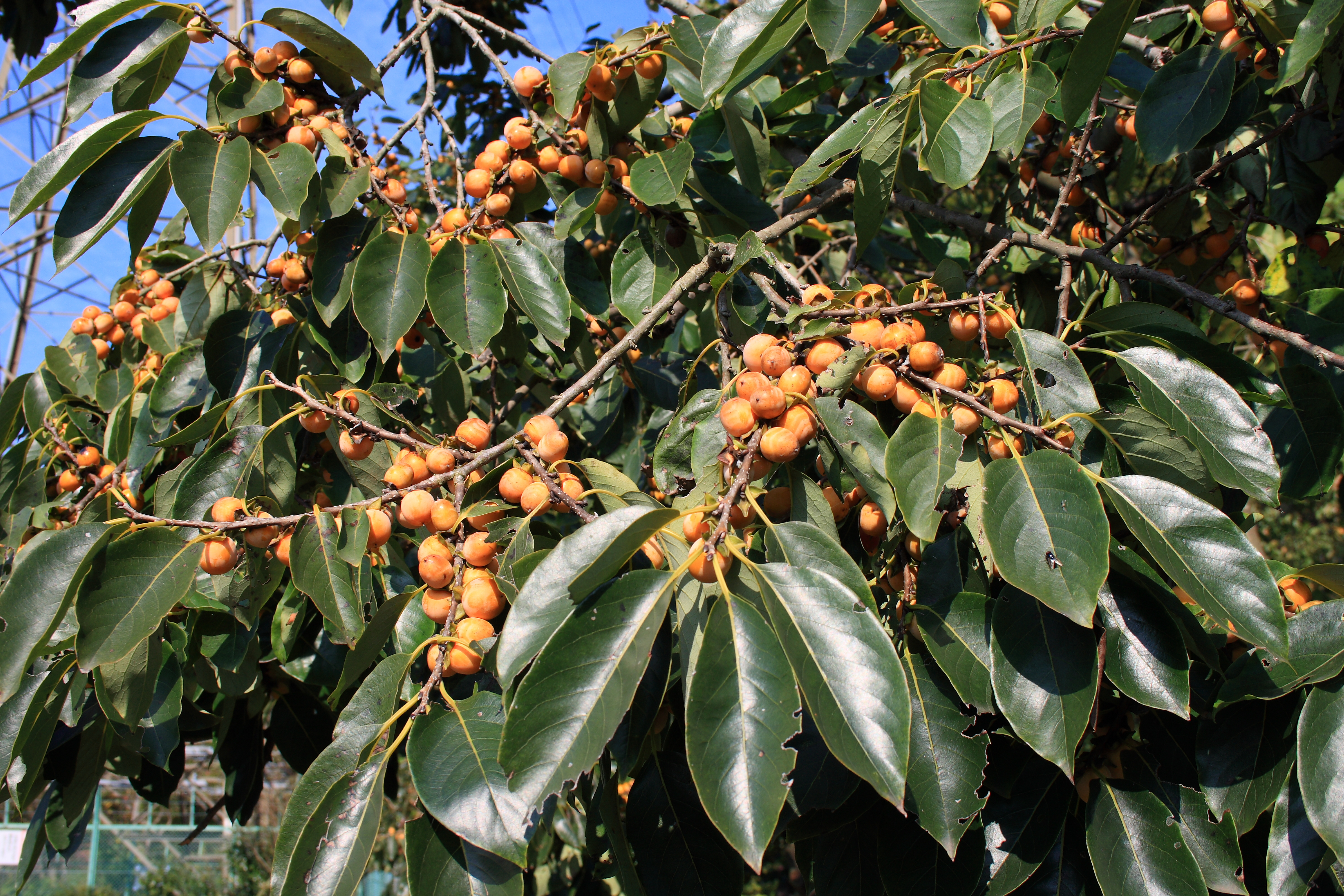
Diospyros lotus es una especie del género Diospyros ampliamente cultivada. Es originaria de la zona subtropical del suroeste de Asia y del sureste de Europa, y una de las plantas cultivadas desde más antiguo.

El loto o árbol del loto (en griego antiguo: λωτός, lōtós) es una planta que se nombra en dos historias de la mitología griega.
En Odisea de Homero, el loto produce una fruta que causa un placentero sopor y es el único alimento de los habitantes de la isla de Lotofagos (comedores de loto). Cuando uno come del loto se olvida de sus hijos y sus hogares y pierde su deseo de volver a su hogar para continuar viviendo en la ociosidad. Algunos candidatos a ser el árbol de loto son la palmera, que es un árbol nativo de África que alcanza los 25 metros de altura y tiene flores verde amarillento., y el almez, árbol mediterráneo de frutos comestibles.
En la Las metamorfosis de Ovidio, la ninfa Lotis era la bella hija de Neptuno, el dios de las aguas y los mares. Para captar la atención de Príapo, invocó la ayuda de los dioses, que escucharon sus súplicas y la convirtieron en un árbol de loto.
El loto también es mencionado en el Libro de Job (40:21-22) de la Biblia, versículos que se refieren a una gran criatura llamada Behemot. El pasaje dice: 

Él se encuentra bajo los árboles de loto, en una cubierta de juncos y marismas. Los árboles de loto lo cubren con su sombra; los sauces del arroyo lo rodean.